# Seuil de Rives
Le seuil de Rives est un seuil de France situé en Isère, au-dessus de Voiron. Il marque la limite entre le Grésivaudan au sud-est et la plaine de Bièvre à l'ouest en séparant les collines des Terres froides au nord de l'extrémité orientale du plateau de Chambaran au sud-ouest. Il tient son nom de la ville de Rives, baignée par la Fure qui souligne le rebord du seuil.
Il s'est formé au cours de différentes glaciations du Quaternaire lorsque plusieurs diffluences successives du glacier de l'Isère ont quitté le Grésivaudan pour se diriger vers la plaine de Bièvre.